# Sielsowiet Bereza
Sielsowiet Bereza (biał. Бярозаўскі сельсавет, ros. Берёзовский сельсовет) – sielsowiet na Białorusi, w obwodzie brzeskim, w rejonie bereskim, z siedzibą w Bereze (która nie wchodzi w skład sielsowietu).
Według spisu z 2009 sielsowiet Bereza zamieszkiwało 1818 osób w tym 1725 Białorusinów (94,88%), 40 Rosjan (2,20%), 30 Polaków (1,65%), 17 Ukraińców (0,94%) i 6 osób innej narodowości.

## Miejscowości
- wsie:
  - Chomicze
  - Kruhłe
  - Leoszki
  - Mormożewo
  - Nowosiółki
  - Podosie
  - Porosłowo
  - Sejłowszczyzna
  - Swietac (hist. Horecz)
  - Zarzecze